# Harri Kullas
Harri Jutka Kullas, född 1991, är en finländsk motocrossförare som kör i MX2-serien.
Kullas ligger bland de topp 10 bästa i Finland, 2009 ligger han tvåa efter ligger lagkamraten Adam Heikkinen Vantahalo. Kullas har tagit 13 guld och 2 silver, två 2 SM-guld och ett VM-silver. EM-4 i 80cc-klassen 2006. Han kör även för KTM, och är sponsrad av No Fear. Han tog sina första VM-poäng i MX2-klassen 2008.. Samma år deltog han i Finlands lag i Motocross des Nations och tilldelades Ricky Carmichael MXoN Award Youngest Rider.